# Barbara Cola (album)
Barbara Cola è l'eponimo titolo dell'album di debutto della cantante pop italiana Barbara Cola, pubblicato nel 1995 dall'etichetta discografica BMG.
Il disco contiene il brano In amore, canzone portata al Festival di Sanremo di quell'anno dalla cantante insieme a Gianni Morandi, classificatasi seconda nell'ambito della manifestazione. È stato prodotto da Alessandro Blasetti.

## Tracce
CD (BMG 74321-26829-2)
1. Libera – 4:00
2. In amore – 3:52 (Pasquale Panella, Bruno Zambrini) – (con Gianni Morandi)
3. Senza chiedere dov'è – 3:43
4. Dammi il massimo – 4:00
5. Maremoto – 4:13
6. Scrivimi – 3:55
7. Cominciando – 4:25
8. Sconosciuto amore – 3:48
9. Gemma – 4:25
10. Vieni via – 4:25
11. Basterò – 3:48
12. Brava – 2:38

Durata totale: 47:12

## Formazione
- Barbara Cola – voce
- Fernando Pantini – chitarra
- Max Minoia – tastiera, batteria
- Roberto Gallinelli – basso
- Maurizio Dei Lazzaretti – batteria
- Luigi Pellegrino – pianoforte
- Michele Santoro – chitarra
- Roberto Polito – batteria
- Alessandro Gwis – tastiera, pianoforte
- Claudio Corvini – tromba
- Mike Applebaum – tromba
- Mario Corvini – tromba, trombone
- Fabio Forte – trombone, tastiera
- Maurizio Giammarco – sassofono soprano